# Nicoleta-Ancuța Bodnar
Nicoleta-Ancuța Bodnar (n. 25 septembrie 1998, Vatra Moldoviței, România) este o canotoare română, medaliată cu aur olimpic la Tokio 2020 și la Paris 2024.

## Carieră
A câștigat medalia de argint la Campionatele Mondiale de canotaj din 2019 și patru medalii de aur și una de argint la Campionatele Europene de canotaj din 2019, 2020, 2021 și 2022.
Împreună cu Simona Radiș a câștigat medalia de aur în proba de dublu vâsle la Jocurile Olimpice de la Tokio, stabilind un nou record olimpic cu timpul de 6:41,03.
În 2022 și 2023 Bodnar și Radiș au devenit campioane mondiale. La Jocurile Olimpice de la Paris din 2024 au câștigat medalia de argint. Iar în proba de 8+1 au cucerit medalia de aur.

## Disctincții
- 2021 - Ordinul Meritul Sportiv clasa I[11]
- 2024 - Ordinul Național „Serviciul Credincios” în grad de Cavaler[12]
- 2025 - Cetățean de onoare al Craiovei[13]